# Jennifer Rush/Diskografie
Diese Diskografie ist eine Übersicht über die musikalischen Werke der US-amerikanischen Rock- und Pop-Sängerin Jennifer Rush. Den Schallplattenauszeichnungen zufolge hat sie bisher mehr als 6,9 Millionen Tonträger verkauft. Ihre erfolgreichste Veröffentlichung ist das zweite Studioalbum Jennifer Rush mit über 1,5 Millionen verkauften Einheiten. In Deutschland landete die Sängerin mit Jennifer Rush, Movin’ und Heart over Mind drei Millionenseller, die allesamt zu den meistverkauften Alben des Landes zählen.

## Alben

### Studioalben
| Jahr | Titel           | Höchstplatzierung, Gesamtwochen, AuszeichnungChartplatzierungen (Jahr, Titel, Platzierungen, Wochen, Auszeichnungen, Anmerkungen) | Höchstplatzierung, Gesamtwochen, AuszeichnungChartplatzierungen (Jahr, Titel, Platzierungen, Wochen, Auszeichnungen, Anmerkungen) | Höchstplatzierung, Gesamtwochen, AuszeichnungChartplatzierungen (Jahr, Titel, Platzierungen, Wochen, Auszeichnungen, Anmerkungen) | Höchstplatzierung, Gesamtwochen, AuszeichnungChartplatzierungen (Jahr, Titel, Platzierungen, Wochen, Auszeichnungen, Anmerkungen) | Höchstplatzierung, Gesamtwochen, AuszeichnungChartplatzierungen (Jahr, Titel, Platzierungen, Wochen, Auszeichnungen, Anmerkungen) | Anmerkungen                                                  |
| Jahr | Titel           | DE | AT | CH | UK | US | Anmerkungen                                                  |
| ---- | --------------- | --- | --- | --- | --- | --- | ------------------------------------------------------------ |
| 1979 | Heidi           | — | — | — | — | — | Erstveröffentlichung: 1979 als Heidi Stern                   |
| 1984 | Jennifer Rush   | DE2 ×2Doppelplatin · (97 Wo.)DE                                                                                                   | AT5 (25 Wo.)AT | CH3 Platin · (25 Wo.)CH | UK7 Platin · (35 Wo.)UK | — | Erstveröffentlichung: 2. März 1984 Verkäufe: + 1.590.000     |
| 1985 | Movin’          | DE1 ×3Dreifachplatin · (65 Wo.)DE                                                                                                 | AT8 Gold · (28 Wo.)AT | CH1 Platin · (29 Wo.)CH | UK32 (5 Wo.)UK | — | Erstveröffentlichung: 7. Oktober 1985 Verkäufe: + 1.575.000  |
| 1987 | Heart over Mind | DE1 ×2Doppelplatin · (53 Wo.)DE                                                                                                   | AT9 (26 Wo.)AT | CH1 Platin · (34 Wo.)CH | UK48 (3 Wo.)UK | US118 (10 Wo.)US | Erstveröffentlichung: 13. Februar 1987 Verkäufe: + 1.200.000 |
| 1988 | Passion         | DE3 Platin · (22 Wo.)DE | AT24 (2 Wo.)AT | CH4 Gold · (16 Wo.)CH | — | — | Erstveröffentlichung: September 1988 Verkäufe: + 525.000     |
| 1989 | Wings of Desire | DE12 Gold · (20 Wo.)DE | — | CH13 Gold · (7 Wo.)CH | — | — | Erstveröffentlichung: 27. November 1989 Verkäufe: + 275.000  |
| 1992 | Jennifer Rush   | DE35 (10 Wo.)DE | — | CH38 (3 Wo.)CH | — | — | Erstveröffentlichung: 30. Oktober 1992                       |
| 1995 | Out of My Hands | DE15 (16 Wo.)DE | AT30 (3 Wo.)AT | CH28 (9 Wo.)CH | — | — | Erstveröffentlichung: 9. Februar 1995                        |
| 1997 | Credo           | DE26 (9 Wo.)DE | AT37 (2 Wo.)AT | — | — | — | Erstveröffentlichung: 24. März 1997                          |
| 2010 | Now Is the Hour | DE21 (5 Wo.)DE | AT51 (1 Wo.)AT | CH61 (2 Wo.)CH | — | — | Erstveröffentlichung: 5. März 2010                           |

grau schraffiert: keine Chartdaten aus diesem Jahr verfügbar

### Kompilationen
| Jahr | Titel                      | Höchstplatzierung, Gesamtwochen, AuszeichnungChartplatzierungen (Jahr, Titel, Platzierungen, Wochen, Auszeichnungen, Anmerkungen) | Höchstplatzierung, Gesamtwochen, AuszeichnungChartplatzierungen (Jahr, Titel, Platzierungen, Wochen, Auszeichnungen, Anmerkungen) | Höchstplatzierung, Gesamtwochen, AuszeichnungChartplatzierungen (Jahr, Titel, Platzierungen, Wochen, Auszeichnungen, Anmerkungen) | Höchstplatzierung, Gesamtwochen, AuszeichnungChartplatzierungen (Jahr, Titel, Platzierungen, Wochen, Auszeichnungen, Anmerkungen) | Höchstplatzierung, Gesamtwochen, AuszeichnungChartplatzierungen (Jahr, Titel, Platzierungen, Wochen, Auszeichnungen, Anmerkungen) | Anmerkungen                                                |
| Jahr | Titel                      | DE | AT | CH | UK | US | Anmerkungen                                                |
| ---- | -------------------------- | --- | --- | --- | --- | --- | ---------------------------------------------------------- |
| 1991 | The Power of Jennifer Rush | DE40 Gold · (23 Wo.)DE | AT37 (2 Wo.)AT | CH34 (2 Wo.)CH | — | — | Erstveröffentlichung: 22. Oktober 1991 Verkäufe: + 250.000 |
| 1998 | Classics                   | DE34 (4 Wo.)DE | — | — | — | — | Erstveröffentlichung: 6. November 1998                     |

Weitere Kompilationen
- 1999: The Best of Jennifer Rush
- 1999: Portrait
- 2000: Premium Gold Collection
- 2002: The Hit Box (3 CDs)
- 2004: Superhits
- 2007: Hit Collection
- 2007: Stronghold – The Collector’s Hit Box
- 2010: The Power of Love – The Best Of
- 2010: The Very Best Of (The EMI/Virgin Years)
- 2010: Best of 1983–2010

## Singles
| Jahr | Titel Album                                          | Höchstplatzierung, Gesamtwochen, AuszeichnungChartplatzierungen (Jahr, Titel, Album, Platzierungen, Wochen, Auszeichnungen, Anmerkungen) | Höchstplatzierung, Gesamtwochen, AuszeichnungChartplatzierungen (Jahr, Titel, Album, Platzierungen, Wochen, Auszeichnungen, Anmerkungen) | Höchstplatzierung, Gesamtwochen, AuszeichnungChartplatzierungen (Jahr, Titel, Album, Platzierungen, Wochen, Auszeichnungen, Anmerkungen) | Höchstplatzierung, Gesamtwochen, AuszeichnungChartplatzierungen (Jahr, Titel, Album, Platzierungen, Wochen, Auszeichnungen, Anmerkungen) | Höchstplatzierung, Gesamtwochen, AuszeichnungChartplatzierungen (Jahr, Titel, Album, Platzierungen, Wochen, Auszeichnungen, Anmerkungen) | Anmerkungen                                               |
| Jahr | Titel Album                                          | DE | AT | CH | UK | US | Anmerkungen                                               |
| ---- | ---------------------------------------------------- | --- | --- | --- | --- | --- | --------------------------------------------------------- |
| 1984 | 25 Lovers Jennifer Rush                              | DE25 (20 Wo.)DE | — | — | — | — | Erstveröffentlichung: Mai 1984                            |
| 1984 | Ring of Ice Jennifer Rush                            | DE22 (18 Wo.)DE | — | — | UK14 (12 Wo.)UK | — | Erstveröffentlichung: September 1984                      |
| 1984 | The Power of Love Jennifer Rush                      | DE9 (28 Wo.)DE | AT1 (12 Wo.)AT | CH3 (12 Wo.)CH | UK1 Platin · (33 Wo.)UK | US57 (13 Wo.)US | Erstveröffentlichung: Dezember 1984 Verkäufe: + 1.180.000 |
| 1985 | Destiny Movin’                                       | DE4 (25 Wo.)DE | AT5 (14 Wo.)AT | CH5 (19 Wo.)CH | UK96 (1 Wo.)UK | — | Erstveröffentlichung: September 1985                      |
| 1986 | Madonna’s Eyes Jennifer Rush (International Version) | — | — | — | UK84 (3 Wo.)UK | — | Erstveröffentlichung: Februar 1986                        |
| 1986 | If You’re Ever Gonna Lose My Love Movin’             | DE24 (8 Wo.)DE | AT15 (8 Wo.)AT | — | — | — | Erstveröffentlichung: März 1986                           |
| 1986 | The Power of Love (Remix) –                          | — | — | — | UK55 (7 Wo.)UK | — | Erstveröffentlichung: Juli 1986 Remix: Walter Samuel      |
| 1987 | I Come Undone Heart over Mind                        | DE11 (18 Wo.)DE | AT28 (2 Wo.)AT | CH9 (11 Wo.)CH | UK94 (2 Wo.)UK | — | Erstveröffentlichung: Februar 1987                        |
| 1987 | Flames of Paradise Heart over Mind                   | DE8 (14 Wo.)DE | — | CH7 (9 Wo.)CH | UK59 (4 Wo.)UK | US36 (13 Wo.)US | Erstveröffentlichung: Mai 1987 feat. Elton John           |
| 1987 | Heart over Mind                                      | DE25 (10 Wo.)DE | AT24 (2 Wo.)AT | CH29 (1 Wo.)CH | — | — | Erstveröffentlichung: September 1987                      |
| 1988 | You’re My One and Only Passion                       | DE27 (11 Wo.)DE | — | CH21 (4 Wo.)CH | UK90 (3 Wo.)UK | — | Erstveröffentlichung: Oktober 1988                        |
| 1989 | Till I Loved You Goya: A Life in Song                | — | — | — | UK24 (11 Wo.)UK | — | Erstveröffentlichung: Mai 1989 mit Plácido Domingo        |
| 1989 | Higher Ground Wings of Desire                        | DE54 (10 Wo.)DE | AT30 (1 Wo.)AT | — | UK98 (1 Wo.)UK | — | Erstveröffentlichung: Dezember 1989                       |
| 1992 | Never Say Never Jennifer Rush                        | DE46 (14 Wo.)DE | — | — | — | — | Erstveröffentlichung: Oktober 1992                        |
| 1992 | Vision of You Jennifer Rush                          | DE56 (12 Wo.)DE | — | — | — | — | Erstveröffentlichung: Dezember 1992                       |
| 1993 | A Broken Heart Jennifer Rush                         | DE90 (2 Wo.)DE | — | — | — | — | Erstveröffentlichung: Mai 1993                            |
| 1995 | Tears in the Rain Out of My Hands                    | DE45 (10 Wo.)DE | — | CH26 (5 Wo.)CH | — | — | Erstveröffentlichung: Januar 1995                         |
| 1995 | Das Farbenspiel des Winds Pocahontas (O. S. T.)      | DE80 (6 Wo.)DE | — | — | — | — | Erstveröffentlichung: Dezember 1995                       |
| 1997 | Credo                                                | DE75 (8 Wo.)DE | AT32 (3 Wo.)AT | — | — | — | Erstveröffentlichung: Februar 1997                        |
| 2022 | Ring of Ice (Stereoact Remix) –                      | DE— aDE | — | — | — | — | Erstveröffentlichung: 16. Dezember 2022 feat. Stereoact   |

Weitere Singles
- 1982: Tonight (als Heidi Stern)
- 1983: Come Give Me Your Hand
- 1983: Into My Dreams
- 1983: Witch Queen of New Orleans
- 1988: Keep All the Fires Burning Bright
- 1988: Another Way
- 1989: Love Get Ready
- 1990: Wings of Desire
- 1990: We Are the Strong
- 1991: Ave Maria
- 1995: Out of My Hands
- 1997: Sweet Thing
- 1998: The End of a Journey
- 2010: Echoes Love
- 2021: Closer

## Statistik

### Chartauswertung
|                     | DE     | AT    | CH    | UK    | US    |
| ------------------- | ------ | ----- | ----- | ----- | ----- |
| Nummer-eins-Alben   | DE2DE  | AT—AT | CH2CH | UK—UK | US—US |
| Top-10-Alben        | DE4DE  | AT3AT | CH4CH | UK1UK | US—US |
| Alben in den Charts | DE11DE | AT8AT | CH9CH | UK3UK | US1US |

|                       | DE     | AT    | CH    | UK     | US    |
| --------------------- | ------ | ----- | ----- | ------ | ----- |
| Nummer-eins-Singles   | DE—DE  | AT1AT | CH—CH | UK1UK  | US—US |
| Top-10-Singles        | DE3DE  | AT2AT | CH4CH | UK1UK  | US—US |
| Singles in den Charts | DE16DE | AT7AT | CH7CH | UK10UK | US2US |

### Auszeichnungen für Musikverkäufe
| Goldene Schallplatte - Kanada - 1986: für die Single The Power of Love - 1987: für das Album Heart over Mind - Neuseeland - 1986: für die Single The Power of Love - Polen - 1986: für die Single The Power of Love Platin-Schallplatte - Australien - 1985: für die Single The Power of Love - Kanada - 1986: für das Album Jennifer Rush - Norwegen - 1986: für das Album Jennifer Rush - Schweden - 1989: für das Album Heart over Mind | 2× Platin-Schallplatte - Neuseeland - 1986: für das Album Jennifer Rush |

Anmerkung: Auszeichnungen in Ländern aus den Charttabellen bzw. Chartboxen sind in ebendiesen zu finden.
| Land/RegionAuszeichnungen für Musikverkäufe (Land/Region, Auszeichnungen, Verkäufe, Quellen) | Gold     | Platin       | Verkäufe  | Quellen               |
| -------------------------------------------------------------------------------------------- | -------- | ------------ | --------- | --------------------- |
| Australien (ARIA)                                                                            | —        | Platin1      | 70.000    | Einzelnachweise       |
| Deutschland (BVMI)                                                                           | 2× Gold2 | 8× Platin8   | 4.500.000 | musikindustrie.de     |
| Kanada (MC)                                                                                  | 2× Gold2 | Platin1      | 200.000   | musiccanada.com       |
| Neuseeland (RMNZ)                                                                            | Gold1    | 2× Platin2   | 50.000    | Einzelnachweise       |
| Norwegen (IFPI)                                                                              | —        | Platin1      | 100.000   | worldradiohistory.com |
| Österreich (IFPI)                                                                            | Gold1    | —            | 25.000    | Einzelnachweise       |
| Polen (ZPAV)                                                                                 | Gold1    | —            | 50.000    | worldradiohistory.com |
| Schweden (IFPI)                                                                              | —        | Platin1      | 100.000   | sverigetopplistan.se  |
| Schweiz (IFPI)                                                                               | 2× Gold2 | 3× Platin3   | 200.000   | hitparade.ch          |
| Vereinigtes Königreich (BPI)                                                                 | —        | 2× Platin2   | 1.300.000 | bpi.co.uk             |
| Insgesamt                                                                                    | 9× Gold9 | 19× Platin19 |           |                       |